# Das Kulturlexikon zum Dritten Reich
Das Kulturlexikon zum Dritten Reich stellt mit seinem Untertitel die Frage „Wer war was vor und nach 1945“? Das Nachschlagewerk enthält rund 4000 Biographien zu Personen aus dem Kulturbetrieb der NS-Zeit, beschreibt aber auch Karrieren ehemaliger NS-Funktionäre in der Nachkriegszeit in Deutschland sowie in Österreich. Das Lexikon verfasste der auf nationalsozialistische Täter und Verbrechen, Kirche und soziale Randgruppen spezialisierte deutsche Historiker Ernst Klee.

## Inhalt
Zu der 2007 erschienenen Erstausgabe schrieb der Fischer-Taschenbuch-Verlag:
„Verzeichnet sind die wichtigsten oder bekanntesten Personen aus Adel, Archiv- und Büchereiwesen, bildender Kunst, Film, Geisteswissenschaft, Kunstgeschichte, Literatur, Musik (einschließlich Unterhaltungs-, Film- und Militärmusik), Rundfunk, Theater und vielen anderen Bereichen.
Hunderte der genehmsten Schauspieler, Schriftsteller, Maler, Architekten, Komponisten, Dirigenten, Musiker etc. waren 1944 in einer systematisch rubrizierten „Gottbegnadeten-Liste“ (sic!) des Reichsministeriums für Volksaufklärung und Propaganda unter Joseph Goebbels aufgeführt worden, was für die Genannten handfeste materielle Vorteile bedeutete. Viele Profiteure und Karrieristen huldigten Hitler als dem „ersten Künstler der deutschen Nation“; viele von ihnen sind selbst in Auschwitz zur Unterhaltung der SS aufgetreten.
Das Lexikon dokumentiert darüber hinaus Hunderte von Opfern der damaligen Kulturpolitik: Verfemte und Verfolgte, die ins Exil gehen mussten bzw. ermordet wurden.“

## Rezensionen
In einer Fachrezension bei H-Soz-Kult wird das Kulturlexikon als wichtiges Nachschlagwerk gewürdigt, das erstmals übergreifend alle Sparten der Kultur umfasse und das viele Benutzer als eine unersetzliche Hilfe empfinden würden. Klee zeige die Kontinuitäten von Karrieren nach 1945 und die mangelnde Aufarbeitung der eigenen Vergangenheit auf; sein Engagement habe mitunter jedoch zu allzu plakativen Bewertungen wie „Frontdichter“, „Kunsträuber“ oder „völkischer Publizist“ geführt. 
Der Rezensent bemängelt, einige wichtige Exilkünstler seien unberücksichtigt geblieben. Auf der „Täterseite“ habe Klee ungleich intensiver geforscht, und es sei ihm hoch anzurechnen, dass er sich hier nicht nur auf die Prominenz beschränkt, sondern auch unbekanntere Künstler aufgeführt habe.
Der Rezensent Frank-Rutger Hausmann gesteht laut einer Rezensionsnotiz der Süddeutschen Zeitung zu, das Werk fülle eine Lücke. Die Darstellung selbst bewertet der Rezensent als „oft tendenziös: aufklärerisch und nicht immer neutral“. Etwas mehr Differenzierung sei wünschenswert.
In einer Rezensionsnotiz der Frankfurter Rundschau wertet Rudolf Walther die „scharfe Charakterisierung“ einiger Künstler als „Verdienst“ der jahrzehntelangen Recherche. Bemängelt wird, dass auch Personen oder Gruppen angeführt werden, die nichts mit Kultur zu tun oder lange vor der Nazi-Zeit gelebt hätten. Zustimmung findet die Aussage des Autors, das Werk sei ein „lexikalisches Mahnmal“.
Nach einer Rezensionsnotiz von Fritz J. Raddatz in der Zeit verschenke der Autor die Möglichkeiten für das im Ansatz als sehr wichtig einzustufende Werk. Der Rezensent hinterfragt, was Personen wie Brecht oder Johannes R. Becher in diesem „Alphabet der Schändlichkeit“ über Personen des kulturellen Lebens und ihre Verstrickungen in der Nazizeit verloren haben. Klee sinke gelegentlich sprachlich auf Bunte-Niveau ab oder schreibe „Klappentextsprache“.